# شهریار رادپور
شهریار رادپور، کارشناس مسائل سیاسی و روزنامه‌نگار ایرانی مقیم بریتانیا است که از سال ۱۳۵۵ (۱۹۷۶ میلادی) در سازمان خبری بی‌بی‌سی مشغول به فعالیت شده و هم‌اکنون قدیمی‌ترین عضو در حال کار بخش فارسی بی‌بی‌سی محسوب می‌شود.
رادپور پیش از همکاری با بی‌بی‌سی در سازمان رادیو تلویزیون ملی ایران مشغول به کار بوده‌است. عبارات ثابتی که سال‌ها است در آغاز و لابه‌لای برنامه‌های رادیو فارسی بی‌بی‌سی همچون «اینجا لندن است رادیو بی‌بی‌سی» یا اعلام زمان پخش برنامه‌ها و موج دریافت آنها با صدای اوست. از او هم‌اکنون بیشتر به عنوان کارشناس امور بریتانیا در مصاحبه‌های مختلف استفاده می‌شود.